# Крикет (Північна Кароліна)
Крикет (англ. Cricket) — переписна місцевість (CDP) в США, в окрузі Вілкс штату Північна Кароліна. Населення — 1966 осіб (2020).

## Географія
Крикет розташований за координатами 36°10′7″ пн. ш. 81°11′36″ зх. д. / 36.16861° пн. ш. 81.19333° зх. д. (36.168651, -81.193237).  За даними Бюро перепису населення США в 2010 році переписна місцевість мала площу 9,27 км², уся площа — суходіл.

## Демографія
Згідно з переписом 2010 року, у переписній місцевості мешкало 1855 осіб у 779 домогосподарствах у складі 514 родин. Густота населення становила 200 осіб/км².  Було 889 помешкань (96/км²).
Расовий склад населення:
| - 88,6 % — білих - 1,4 % — чорних або афроамериканців - 0,2 % — азіатів - 0,1 % — вихідців з тихоокеанських островів - 0,1 % — корінних американців - 8,1 % — осіб інших рас |

До двох чи більше рас належало 1,6 %. Частка іспаномовних становила 12,5 % від усіх жителів.
За віковим діапазоном населення розподілялося таким чином: 22,3 % — особи молодші 18 років, 61,3 % — особи у віці 18—64 років, 16,4 % — особи у віці 65 років та старші. Медіана віку мешканця становила 39,3 року. На 100 осіб жіночої статі у переписній місцевості припадало 91,6 чоловіків;  на 100 жінок у віці від 18 років та старших — 91,6 чоловіків також старших 18 років.
Середній дохід на одне домашнє господарство  становив 29 511 долар США (медіана — 25 125), а середній дохід на одну сім'ю — 36 142 долари (медіана — 32 596). За межею бідності перебувало 37,7 % осіб, у тому числі 67,2 % дітей у віці до 18 років та 7,0 % осіб у віці 65 років та старших.
Цивільне працевлаштоване населення становило 599 осіб. Основні галузі зайнятості: виробництво — 23,7 %, мистецтво, розваги та відпочинок — 19,9 %, освіта, охорона здоров'я та соціальна допомога — 13,2 %, науковці, спеціалісти, менеджери — 12,2 %.